# 孟廣慧
孟廣慧（1867年—1939年），字定生，號遠公，天津人，祖籍山東鄒縣，中國書法家。与严修、華世奎、趙元禮並稱近代天津四大書法家。

## 生平
世居天津，從小從父學書法，12歲能摹寫何紹基字，喜好古物，收集各朝代出土文物。著有《兩漢殘石編》、《定生藏泉》。
光緒二十四年（1898年）冬十月濰縣古董商范壽軒至天津，告知安陽殷墟小屯村發現甲骨，孟定生以為是古代的簡策，促范壽軒前往收購，翌年（1899年）秋，范壽軒帶了一批甲骨帶到天津，廣慧共收購甲骨431片。後來430片歸楊富村收藏，後又歸廣慧的學生李鶴年。1951年，李鶴年保留30片，其餘400片轉售給文化部社會文化事業管理局。